# Suicide Silence (албум)
Suicide Silence е пети студиен албум на едноименната американска група. Издаден е на 24 февруари 2017 г. от Nuclear Blast.

## Обща информация
На 27 декември 2016 г. става ясно, че албумът ще се казва „Suicide Silence“. Както и датата на издаване – 24 февруари 2017 г. от Nuclear Blast. Първи сингъл от него е „Doris“, който е пуснат на 6 януари 2017 г. Албумът е необичаен за групата, тъй като деткора е заменен от ню метъл звучене, сериозно повлияно от Korn и Deftones. Той е много критикуван от феновете и се реализира лошо. За първата му седмица са продадени само 4650 бройки, което е с 69% по-малко от предишния албум „You Can't Stop Me“.

## Състав
- Ернан Ермида – вокали
- Марк Хейлмун – китара
- Крис Гарза – китара
- Дан Кени – бас
- Алекс Лопес – барабани

## Песни
| 1.    | Doris                                     | 4:28 |
| 2.    | Silence                                   | 4:40 |
| 3.    | Listen                                    | 5:32 |
| 4.    | Dying in a Red Room                       | 4:45 |
| 5.    | Hold Me Up, Hold Me Down                  | 5:18 |
| 6.    | Run                                       | 4:25 |
| 7.    | The Zero                                  | 4:53 |
| 8.    | Conformity                                | 5:53 |
| 9.    | Don't Be Careful, You Might Hurt Yourself | 4:20 |
| 44:13 |                                           |      |